# Championnats du monde de BMX 2016
Navigation
Édition précédente Édition suivante
Les championnats du monde de BMX 2016, vingt-et-unième édition des championnats du monde de BMX organisés par l'Union cycliste internationale, ont lieu du 25 au 29 mai 2016 à Medellín, en Colombie.

## Podiums
| Épreuves                     | Or                            | Argent                       | Bronze                    |
| ---------------------------- | ----------------------------- | ---------------------------- | ------------------------- |
| Épreuves masculines          |                               |                              |                           |
| Course                       | Joris Daudet France           | Niek Kimmann Pays-Bas        | Nicholas Long États-Unis  |
| Contre-la-montre             | Niek Kimmann Pays-Bas         | Sam Willoughby Australie     | Māris Štrombergs Lettonie |
| Épreuve masculines - juniors |                               |                              |                           |
| Course                       | Maynard Peel Nouvelle-Zélande | Mathis Ragot Richard France  | Cédric Butti Suisse       |
| Contre-la-montre             | Mathis Ragot Richard France   | Andrew Hughes Australie      | Charles Borel France      |
| Épreuves féminines           |                               |                              |                           |
| Course                       | Mariana Pajón Colombie        | Caroline Buchanan Australie  | Alise Post États-Unis     |
| Contre-la-montre             | Caroline Buchanan Australie   | Laura Smulders Pays-Bas      | Mariana Pajón Colombie    |
| Épreuves féminines - juniors |                               |                              |                           |
| Course                       | Ruby Huisman Pays-Bas         | Natalia Afremova Russie      | Silje Fiskebekk Norvège   |
| Contre-la-montre             | Merel Smulders Pays-Bas       | Bethany Shriever Royaume-Uni | Ruby Huisman Pays-Bas     |

## Tableau des médailles
| Rang  | Nation           | Or | Argent | Bronze | Total |
| ----- | ---------------- | -- | ------ | ------ | ----- |
| 1     | Pays-Bas         | 3  | 2      | 1      | 6     |
| 2     | France           | 2  | 1      | 1      | 4     |
| 3     | Australie        | 1  | 3      | 0      | 4     |
| 4     | Colombie         | 1  | 0      | 1      | 2     |
| 5     | Nouvelle-Zélande | 1  | 0      | 0      | 1     |
| 6     | Grande-Bretagne  | 0  | 1      | 0      | 1     |
| 6     | Russie           | 0  | 1      | 0      | 1     |
| 8     | États-Unis       | 0  | 0      | 2      | 2     |
| 9     | Lettonie         | 0  | 0      | 1      | 1     |
| 9     | Norvège          | 0  | 0      | 1      | 1     |
| 9     | Suisse           | 0  | 0      | 1      | 1     |
| Total | Total            | 8  | 8      | 8      | 24    |